# 加賀の井酒造
加賀の井酒造株式会社（かがのいしゅぞう）は、新潟県糸魚川市にある日本酒製造及び、販売を行う1650年創業の酒蔵である。酒蔵などは2016年12月の糸魚川市大規模火災（糸魚川大火）で焼失したが、被災前と同じ敷地内で2018年3月に再建された。

## 歴史

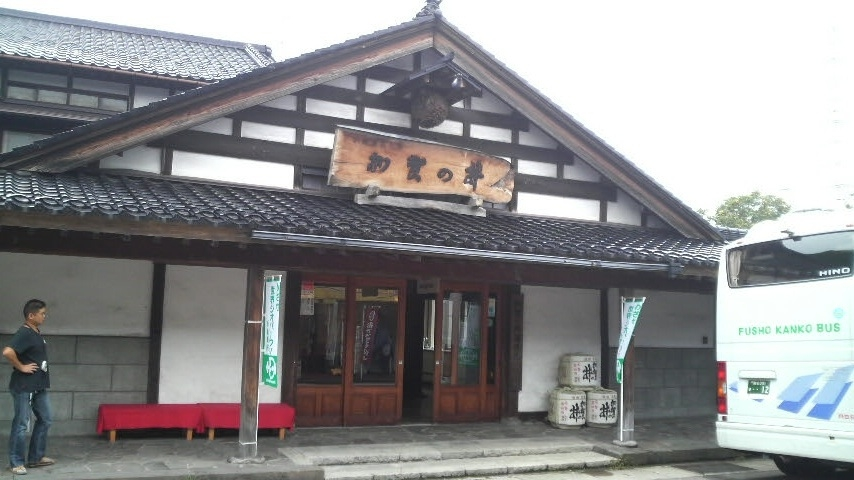
旧社屋（2008年撮影）

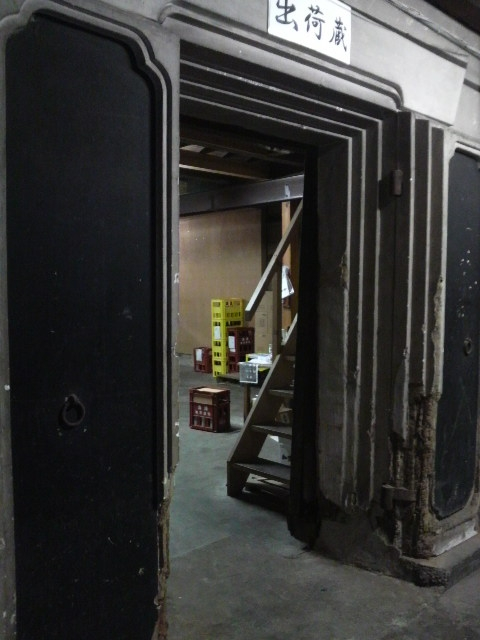
江戸期に酒造りをしていた蔵（2009年撮影）

- 1650年（慶安3年）  - 小林家二代目の九郎左ェ門が古賀坂家から酒屋を譲り受け、酒造りを始める。
- 1652年（承応元年） - 小林家敷地内に加賀藩糸魚川本陣が置かれる。献上された酒を加賀藩主前田利常がいたく気にいり、加賀国でないのに加賀の字の使用を許し、酒銘を「加賀の井」とした。小林家は本陣の役と糸魚川の町年寄を兼ねて、幕末まで受け継いだ。酒造りは現存する敷地内の蔵（現在は出荷蔵として使用）で行われていた。
- 1782年（天明2年）以降、加賀藩とその支藩（大聖寺藩、富山藩）の宿泊記録とともに、酒が度々献上され、藩主や家老の献立にも用いられたことが記録に残っている。明治以降も前田家に献上されていた。
- 1953年（昭和28年） - 株式会社となる。
- 2006年（平成18年） 
  - 5月 - 事業休止状態となる。
  - 12月 - ジャパン・フード&リカー・アライアンス（以下、JFLA）の支援を受ける。
- 2007年（平成19年） 
  - 7月 - JFLAの完全子会社の新・加賀の井酒造として発足。
  - 10月 - JFLAより分離独立した中間持株会社、株式会社伝統蔵の完全子会社となる。
- 2011年（平成23年） 4月 - 株式会社伝統蔵が盛田株式会社に吸収合併され、加賀の井酒造はその子会社となる。
- 2016年（平成28年）12月22日 - 糸魚川大火により酒蔵を含め社屋が全焼した[5]。
- 2017年（平成29年）
  - 2月 - 阪神酒販グループで当社と社長を兼任する銀盤酒造のタンクを借り、仕込みを再開[6]。
  - 5月1日 - 母の日・父の日向けの新酒「感謝をこめて」で出荷を再開[7]。
- 2018年（平成30年）
  - 3月13日 - 再建した酒蔵を報道陣に公開。再建した酒蔵は延べ約1,110㎡の2階建ての鉄骨造りで、仕込みなどの作業を見学出来る通路を設けている[4]。
  - 3月中 - 再建した酒蔵で仕込みを開始[4]。
  - ゴールデンウィーク - 出荷を再開[4]。
- 2023年（令和5年） 1月 - 盛田が、加賀の井酒造をはじめとする酒造会社10社の株式を株式会社伝統蔵に譲渡[8]。